# Thies Christophersen
Thies Christophersen (27. januar 1918, Kiel – 13. februar 1997, Molfsee ved Kiel, i Nordtyskland) var en tysk nazist, som havde arbejdet i kz-lejren Auschwiz fra januar til december 1944. Efter krigen havde han bevaret sine sympatier for nazismen og grundlagde blandt andet et nazistisk trykkeri i Kollund i Sønderjylland. Efter flere demonstrationer og aktioner flyttede han fra Kollund.
Thies Christophersen var pioner inden for revisionist- og holocaust-benægter-bevægelsen. Han udgav bogen Jeg var i Auschwitz /Auschwitz-løgnen og blev i flere år krævet udleveret af Tyskland fra Danmark for at have spredt skriftlige materialer i Tyskland, der sagde, at holocaust ikke havde fundet sted. Han blev anholdt kort før sin død i Tyskland, men fordi han var for syg til en retssag, blev han aldrig stillet for en dommer.
Christophersen blev 1931 medlem af Das deutsche Jungvolk. 1944 blev han indsat som SS-Sonderführer i en SS forsøgsanstalt for havebrug og forsøg med fremstilling af gummi i Auschwitz-sidelejren Raisko.
Efter 1945 var Christophersen i følge egne oplysninger politisk aktiv i CDU og i det højreekstreme Deutsche Partei, før han blev medlem af Nationaldemokratische Partei Deutschlands. I slutningen af 1960'erne var han en grundlæggerne af „Notgemeinschaft Deutscher Bauern“. Han var landmand i Slesvig-Holsten. Fra 1965 udgav han månedsbladet „Deutscher Bauer“
1976 fik han en bøde på 1.500 DM for at udbrede nationalsocialistisk propaganda. Senere fulgte flere domme for at udbrede nazipropaganda.